# 이정근 (1924년)
이정근(李正根, 1924년 9월 18일 ~ )은 대한민국의 화학자, 대학 교수이며, 인하공업전문대학, 건국대학교 화학과 교수를 역임했다. 경기도 양주군(현, 남양주시) 출신.

## 약력
- 경기도 양주군 진접면 금곡리(현, 경기도 남양주시 진접읍 금곡리) 출신.[2]
- 근화여자대학 교수
- 인하공업전문대학 교수
- 1957년 ~ 서울대학교 문리사대 교수
- 1962년 ~ 1995년 건국대학교 공과대학 화학과 교수, 유기공학 전공
- 1973년 5월 30일 공업진흥청 수출원자재 손모율조사위원회 조사위원(화공부문)[3]
- 건국대학교 학생처장
- 건국대학교 교무처장
- 1972년 ~ 건국대학교 공과대학 학장
- 건국대 산업기술연구소 소장
- 1979년 12월 15일 ~ 1980년 4월 27일 건국대학교 충주대학 학장
- 1981년 ~ 건국대 기초과학연구소 소장
- 1983년 3월 1일 ~ 1985년 2월 28일 건국대학교 일반대학원 원장
- 1985년 3월 1일[4][5] ~ 1986년 12월 7일[6] 건국대학교 서울캠퍼스 부총장
- 건국대학교 수원캠퍼스 부총장
- 건국대학교 화학과 명예교수
- 건국대학교 재단 이사[7]
- 국립공업기술원 지도위원

## 학력
- 장현공립보통학교
- 중앙고등보통학교
- 경성사범학교
- 1952년 연세대학교 화학공학과 졸업(화학공학 학사)
- 연세대학교 대학원 이학 박사
- 건국대학교 대학원 유기화학 박사

## 저서
- 《유기화학》 (일조각, 1966)
- 《대학화학》
- 《자연과학 개론》
- 《화학실험서》 (보진재, 1981), 공저

## 상훈 경력
- 1975년 12월 5일 국민훈장 동백장